# Белочел капуцин
Белочелият капуцин (Cebus albifrons) е вид примат от семейство Капуцинови (Cebidae). Видът не е застрашен от изчезване.

## Разпространение и местообитание
Разпространен е в Боливия, Бразилия (Акри, Амазонас, Мато Гросо, Пара, Рондония и Рорайма), Венецуела, Еквадор, Колумбия, Перу и Тринидад и Тобаго.
Обитава гористи местности, влажни места, национални паркове, планини, възвишения, склонове, долини, поляни, савани, крайбрежия, плажове и езера в райони с тропически климат.

## Описание
На дължина достигат до 38,4 cm, а теглото им е около 2,5 kg. Дължината на опашката им е около 40,7 cm, а тази на ушите – към 3,6 cm.
Продължителността им на живот е около 40,4 години. Популацията на вида е намаляваща.